# Węgorapa
Węgorapa (ros. Анграпа, niem. Angerapp) – rzeka, przepływająca przez terytorium Polski i Rosji (obwód królewiecki).
Wypływa z jeziora Mamry, przepływa przez Węgorzewo i po połączeniu z Instruczą tworzy Pregołę. Długość rzeki (uwzględniając jej naturalne koryto), wynosi 172 km, w tym 66 km znajduje się na terenie Polski (biorąc jako główny nurt kanał odcinający Wielką Pętlę Węgorapy – odpowiednio 139,9 km oraz 44 km), reszta na terenie obwodu królewieckiego.
Największymi dopływami Węgorapy są rzeki: Gołdapa, Kanał Brożajcki, Wicianka oraz Pisa. Większe miejscowości nad rzeką w Polsce to: Jakunowo, Ołownik oraz Węgorzewo.
Powierzchnia całkowita zlewni wynosi 3639 km², w granicach Polski 975,6 km². Węgorapa jest lewym źródłowym ciekiem Pregoły. Jako początek przyjmuje się jej wypływ z jeziora Mamry. W okolicach Węgorzewa rzeka rozwidla się na dwa ramiona: Kanał Młyński i Węgorapę, które łączą się po kilku kilometrach. Za Mieduniszkami rzeka przekracza granicę państwa i płynie w kierunku północnym do połączenia z Instruczą.
W całej zlewni Węgorapy na terenie Polski znajdują się 24 zarejestrowane zrzuty ścieków, w zlewni Gołdapy, w zlewni kompleksu jeziora Mamry i 3 zrzuty do Węgorapy. Głównym źródłem zanieczyszczeń rzeki jest Węgorzewo, skąd odprowadzane są ścieki przemysłowe i komunalne.
Na charakter wód Węgorapy wpływa kompleks jeziora Mamry o powierzchni zlewni 620,6 km².
Nazwę Węgorapa wprowadzono urzędowo w 1949 roku, zastępując poprzednią niemiecką nazwę rzeki – Angerapp.